# Humé
Humé, Umé Jilmi ou Humai ou Umai ((H)ummay; m. 1086) foi o primeiro maí (rei) do Império de Canem da dinastia sefaua e governou de 1075 a 1086.

## Vida
Humé tinha um nome que derivada de Maomé, o nome do profeta, e possuía ascendência ou era berbere, com sua mãe pertencendo aos cais (coians). Isso explica o trecho no Girgam (Divã), a crônica real de Canem, que afirma que até a quarta geração de sucessores de Humé, todos os maís (reis) eram vermelhos como os beduínos. Ele talvez pode originário de Cauar, um oásis a oeste de Canem, mas isso é incerto. Ele foi fundador de sua dinastia (por vezes designada Banu Humé) e chegou ao trono após ser convertido. A tradição atribuiu a Maomé ibne Mani, um missionário islâmico, a conversão ou ao menos a confirmação e fortalecimento desse monarca no islamismo. Humé é por vezes tido pelos cronistas como o primeiro maí muçulmano de Canem, porém o maram (carta de privilégio) concedido à família de Mani indica que viveu no país sob três reis antes da ascensão de Humé.
Roman Loimeier sugeriu que tenha se convertido ao islamismo sunita-maliquita, possivelmente sob influência do Império Almorávida, que localizava-se mais a oeste, e isso refletiria a negação da corrente ibadita que estavam sofrendo crescente marginalização no norte da África nessa época. Humé assumiu ao poder mediante a usurpação do trono dugua ou Bani Ducu, uma linhagem que por vezes é associada aos zagauas, os fundadores de Canem. É possível que sua ascensão ocorreu pela aliança com os canúris e a promessa de aumentar os lucros advindos do comércio transaariano pela hegemonia dos aliados perante clãs vizinhos. Faleceu no Egito, talvez enquanto fazia o haje (peregrinação) a Meca, e foi sucedido por seu filho Dunama I, nascido de mulher de origem tubu.